# Université de Biskra
L'université Mohamed-Khider de Biskra (UMKB)  est une université d'Algérie se trouvant à Biskra.
Elle est classée par le U.S. News & World Report au 96e rang du classement régional 2016 des universités arabes.

## Historique

### Les Instituts nationaux (1984-1992)
L'université de Biskra tient ses origines de trois instituts nationaux qui étaient  autonomes administrativement, pédagogiquement et financièrement .
- Institut national d'hydraulique ;
- Institut national d'architecture ;
- Institut national d'électrotechnique.

### Le Centre universitaire (1992-1998)
Ces trois instituts sont devenus un centre universitaire le 07/07/1992. Depuis cette date, d'autres instituts ont vu le jour :
- Institut des sciences exactes.
- Institut de génie civil.
- Institut des sciences économiques.
- Institut d'électronique.
- Institut de la littérature arabe.
- Institut de sociologie.

### L'université (depuis 1998)
Le  07/07/1998 le Centre Universitaire est transformé en une université de trois facultés. En 1998, l'université de Biskra est organisée en quatre facultés :
1. Faculté des sciences et des Sciences de  l'ingénieur.
2. Faculté des lettres et des sciences humaines et sociales.
3. Faculté de droit et des sciences politiques.
4. Faculté des sciences économiques et de gestion

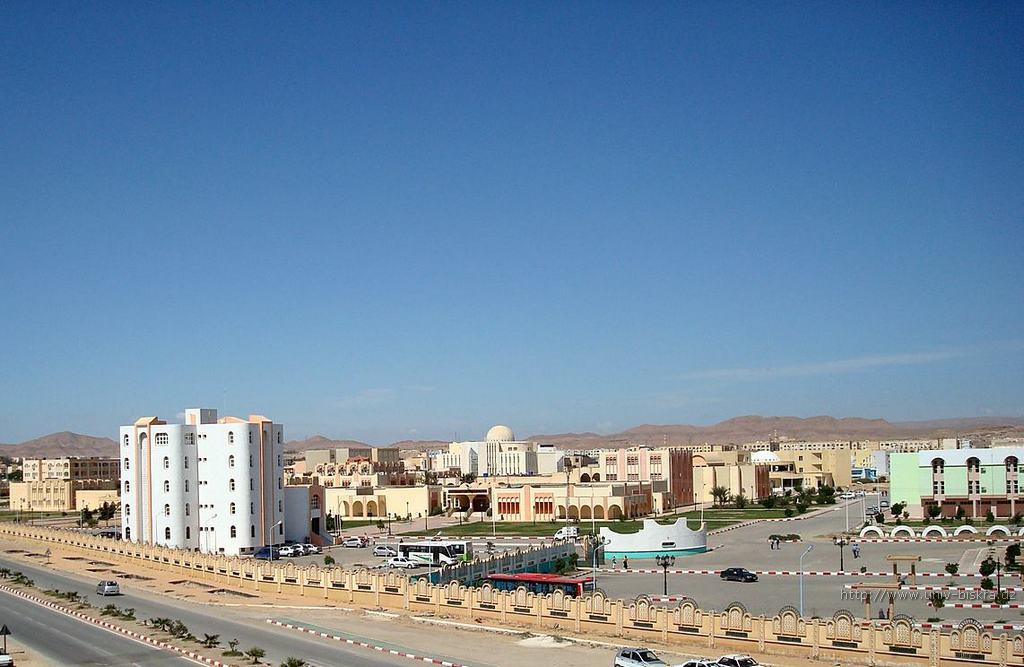
Université centrale de Biskra

L’université compte en 2017 six facultés et un institut :
- Faculté des sciences exactes, des  sciences de la nature et de la vie : 7 départements, 5 282 étudiants ;
- Faculté des sciences humaines et sociales : 6 départements, 4123 étudiants ;
- Faculté de droit et de sciences politiques : 2 départements, 4169 étudiants ;
- Faculté des sciences économiques et commerciales et des sciences de Gestion : 3 départements, 3 465 étudiants ;
- Faculté des sciences et de la technologies : 9 départements, 3288 étudiants ;
- Faculté des lettres et des langues : 4 départements, 6 736 étudiants ;
- Institut des sciences et techniques des activités physiques et sportives (ISTAPS).

Après la modification de l’article n °4 du décret exécutif n ° 219-98, l’université, en plus du secrétariat général et la bibliothèque centrale, comporte quatre vice-rectorats :
1. Vice-rectorat chargé de la formation supérieure en graduation, la formation continue et les diplômes
2. vice-rectorat chargé de la formation supérieure en post graduation, la Recherche scientifique, l’Habilitation universitaire et la recherche scientifique
3. vice-rectorat chargé des relations extérieures, de la coopération, de l’animation et de la communication et des manifestations scientifiques
4. vice-rectorat chargé de la planification et l’orientation